# Producteur de radio
Pour les articles homonymes, voir Producteur.
Un producteur de radio est une personne qui coordonne les différentes activités intervenant dans la fabrication d'une émission de radio.
Il peut également en assurer certaines fonctions. À Radio France tout comme à NRJ par exemple, pour les émissions en direct un producteur est souvent un animateur. Pour les émissions enregistrées il peut partager cette tâche avec une autre activité fonctionnelle (présentation, animation, reportages, interviews), technique (réalisation, mixage, montage), artistique (écriture ou adaptation de fictions) ou cumuler plusieurs de ces activités.